# Paraepepeotes albomaculatus
Paraepepeotes albomaculatus är en skalbaggsart som först beskrevs av Charles Joseph Gahan 1888.  Paraepepeotes albomaculatus ingår i släktet Paraepepeotes och familjen långhorningar.
Artens utbredningsområde är Burma. Inga underarter finns listade i Catalogue of Life.